# Pavel Růžička (hudebník)
Pavel Růžička (* 14. ledna 1950 Praha) je český hudebník, skladatel, hudební aranžér a producent. Společně s Petrem Dvořákem tvoří pod uměleckou značkou Petr a Pavel Orm, respektive ORM.